# Cane Paratore

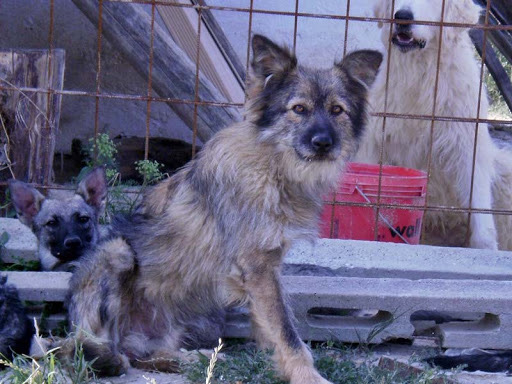
Imagem de um Cane Paratore.

O Cane Paratore (também conhecido por Cane Toccatore) é uma raça de cão pastor da Itália, a raça existe principalmente em seu papel tradicional em Abruzos, a sua região histórica de origem, não tendo ganhado popularidade a partir de criadores de cães externos. 

## Origem
Em 2018, um estudo genético descobriu que, pouco antes de 1859, um cão pastor europeu amplamente distribuído deu origem ao pastor alemão, ao francês Pastor-da-picardia, e a cinco raças de pastor italiano: o pastor-Bergamasco, Cane Paratore, Lupino del Gigante, Pastore d'Oropa e a Pastore della Lessinia e del Lagorai.

## Aparência
Esta raça de cão tem uma aparência de um lobo, mede entre 50 a 55 centímetros de altura e pesa entre 20 a 25 quilos. As suas marcas registadas incluem orelhas eretas, uma cabeça de lobo e uma mordida em tesoura. O subpêlo é denso e a coloração é cinzento, castanho, preto ou sarapintado.

## Temperament0
É um cão extremamente ágil, rápido, poderoso e muito resistente. É um cão muito inteligente e alerta, capaz de um trabalho exigente. É consciente do território e é um cão de guarda de excelência e territorial mas é amoroso com a sua família e se tornará um ótimo cão de família. Habitua-se a todos os climas e é muito económico.